# The Expendables
The Expendables is een Amerikaanse actiefilm uit 2010 van regisseur Sylvester Stallone. Het scenario werd geschreven door Dave Callaham en Stallone, die zelf ook in de film meespeelt. Verder spelen onder meer Jason Statham, Jet Li, Randy Couture, Dolph Lundgren, Mickey Rourke, Arnold Schwarzenegger en Bruce Willis mee in de film. De laatste twee in slechts een kleine bijrol.
De film creëerde met deze bezetting hoge verwachtingen bij de liefhebbers van het actiegenre. Toen de film een succes werd kondigde Stallone een tweede deel aan en in 2012 kwam The Expendables 2 uit en in 2014 een derde film: The Expendables 3.

## Verhaal
The Expendables, een groep elite huurlingen, gevestigd in New Orleans, gaan naar de Golf van Aden om gijzelaars te redden. Somalische piraten houden hun vast op een schip. Het team bestaat uit leider Barney Ross, messenspecialist Lee Christmas, vechtsportspecialist Yin Yang, Gunner Jensen, wapenspecialist Hale Caesar, sloop-expert Toll Road. Jensen begint het vuurgevecht waardoor onder de piraten slachtoffers vallen. Vervolgens probeert Jensen een piraat op te hangen. Yang en Ross houden hem tegen en de rest van het team keurt het af. Met tegenzin ontslaat Ross Jensen. Eenmaal thuis is Christmas boos op zijn vriendin Lacy omdat hij ontdekte dat zij hem verliet voor een andere man.
Ross en zijn rivaal Trench Mauser bezoeken "mr. Church" voor een missie. Trench slaat het aanbod af en geeft het contract aan Ross. Het contract betreft het omverwerpen van het regime van dictator generaal Garza in Vilena, een eiland in de Golf van Mexico. Ross en Christmas vliegen naar Vilena om in het geheim het eiland te verkennen en contact te zoeken met hun contactpersoon Sandra, maar ze worden ontdekt. Het blijkt dat ex-CIA agent James Munroe Garza aan de macht houdt als een boegbeeld uit eigen winstbejag. Ross en Christmas ontdekken dat Sandra de dochter van generaal Garza is. Ross wil niet langer de missie uitvoeren, maar Sandra weigert om te vertrekken uit Vilena. Ondertussen benadert Jensen Munroe om te helpen en wordt Garza zijn boosheid verder aangewakkerd als hij ontdekt dat Munroe middels waterboarding informatie van Sandra verkreeg.
Weer thuis ontdekt Christmas dat Lacy haar nieuwe man haar fysiek mishandelt. Christmas haalt verhaal door hem en zijn vrienden in elkaar te slaan. Ross en de groep ontdekken dat "Mr. Church" in werkelijkheid een CIA-agent is. Het echte doel is Munroe die crimineel werd en zijn krachten bundelde met Garza en het drugsgeld uit de CIA-fondsen voor zich zelf wil houden. De CIA kan zich niet veroorloven om een zelf een missie uit te voeren waarbij zij hun eigen personeelslid doden vanwege de slechte publiciteit. Ross gaat naar een tatoeagedeskundige en zijn vriend Tool om over de zaak te praten en zijn gevoelens te uiten. Tool bekent dat hij een vrouw zelfmoord liet plegen in plaats van haar te redden. Dit motiveert Ross om terug te gaan voor Sandra, maar Yang gaat met hem mee. Jensen en een aantal huurlingen volgen hen en ze komen uit in een verlaten pakhuis. Hier bevechten Yang en Jensen elkaar voor een tweede keer. Ross schiet op Jensen op het moment dat hij Yang wil spietsen met een pijp. Vervolgens maakt Jensen het weer goed en geeft een beschrijving van Garza's paleis. Ross en Yang gaan terug naar het vliegtuig en treffende de rest van het team aan.
Het team infiltreert volgens Garza's complex. In de veronderstelling verkerend dat Munroe het team inhuurde om hem te doden, beschildert Garza de gezichten van zijn soldaten en bereidt hij hun voor op een gevecht. Het team plaatst over het gehele terrein explosieven. Terwijl Ross Sandra probeert te redden, wordt hij gevangengenomen door Munroe's handlangers. Het team redt hem en doodt de Brit, maar worden tegengewerkt door Garza's manschappen. Intussen worstelt Paine met Ross. Caesar vecht terug en Paine ontsnapt. Garza komt eindelijk in opstand tegen Munroe en beveelt hem te verdwijnen en om zijn geld terug te geven. In plaats daarvan, als Garza zijn manschappen verzamelt tegen de Amerikanen, doodt Munroe hem en ontsnapt met Paine en Sandra. Garza's manschappen openen het vuur op het team, terwijl het team zich al vechtend erdoorheen werkt en gaandeweg de explosieven tot ontploffing brengen waardoor ze het complex vernietigen. Toll doodt Pain door hem levend te verbranden. Intussen slagen Ross en Caesar er in om de helikopter te vernietigen voordat Munroe kan ontsnappen. Ross en Christmas achterhalen Munroe, doden hem en redden Sandra. Ross geeft zijn verdiensten van de misse aan Sandra zodat Vilena kan herstellen.
In de laatste scène, is het team thuis en vieren dit in Tools tattooshop met de herstelde en nu verloste Jensen. Christmas en Tool spelen een potje messen gooien, waarin Christmas een spottend gedicht over Tool componeert, en vervolgens een bull's eye gooit van buiten het gebouw.

## Rolverdeling

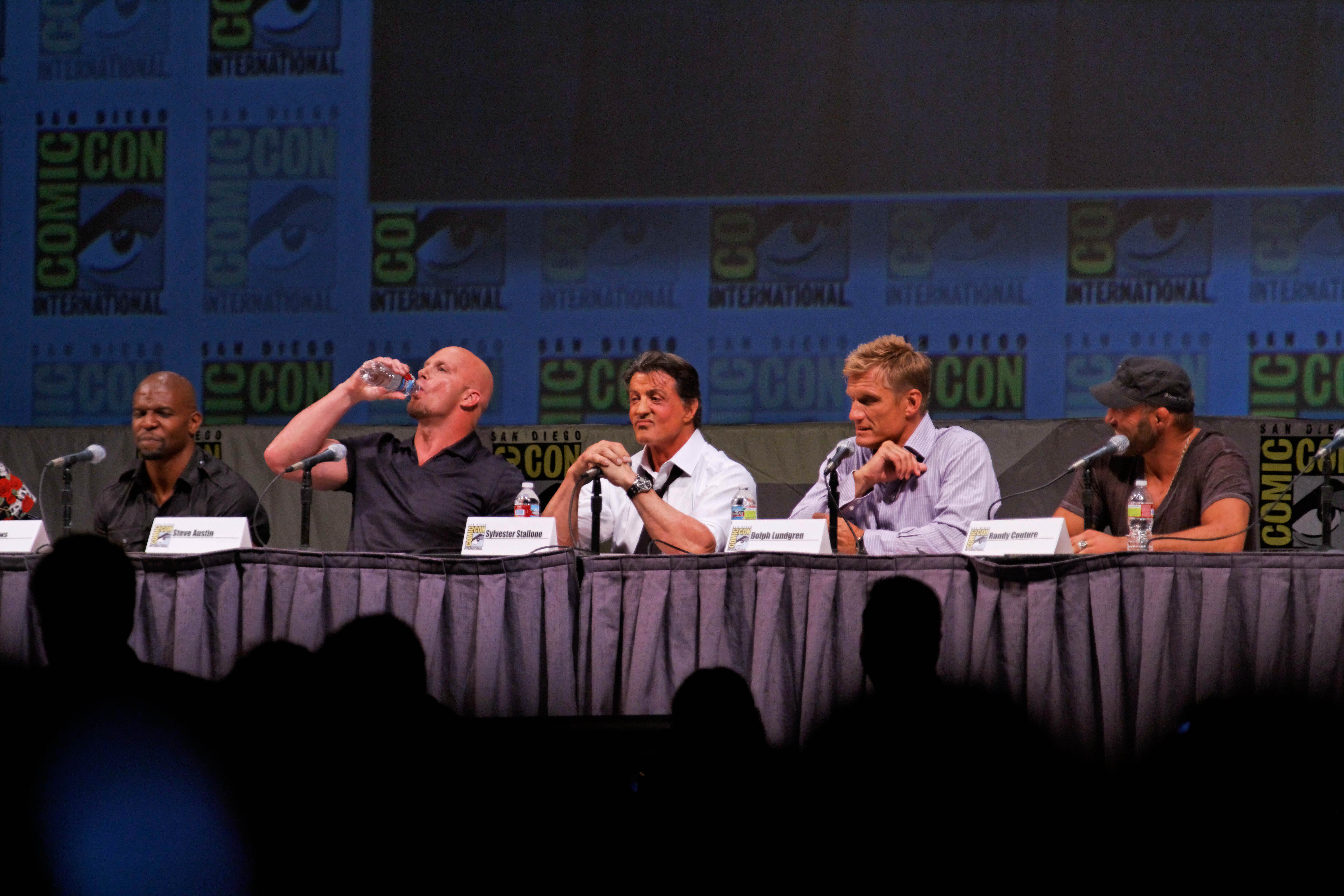
Terry Crews, Stone Cold Steve Austin, Sylvester Stallone, Dolph Lundgren en Randy Couture op de San Diego Comic-Con van 2010.

| Acteur                  | Personage          |
| ----------------------- | ------------------ |
| Sylvester Stallone      | Barney Ross        |
| Jason Statham           | Lee Christmas      |
| Stone Cold Steve Austin | Dan Paine          |
| Jet Li                  | Yin Yang           |
| Dolph Lundgren          | Gunner Jensen      |
| Mickey Rourke           | Tool               |
| Eric Roberts            | Agent James Monroe |
| Randy Couture           | Toll Road          |
| Giselle Itié            | Sandra             |
| David Zayas             | Generaal Garza     |
| Charisma Carpenter      | Lacy               |
| Aaron Aguilera          | Hector             |
| Terry Crews             | Hale Caesar        |
| Arnold Schwarzenegger   | Trench Mouse       |
| Bruce Willis            | Mr. Church         |
| Lauren Jones            | Cheyenne           |

## Trivia

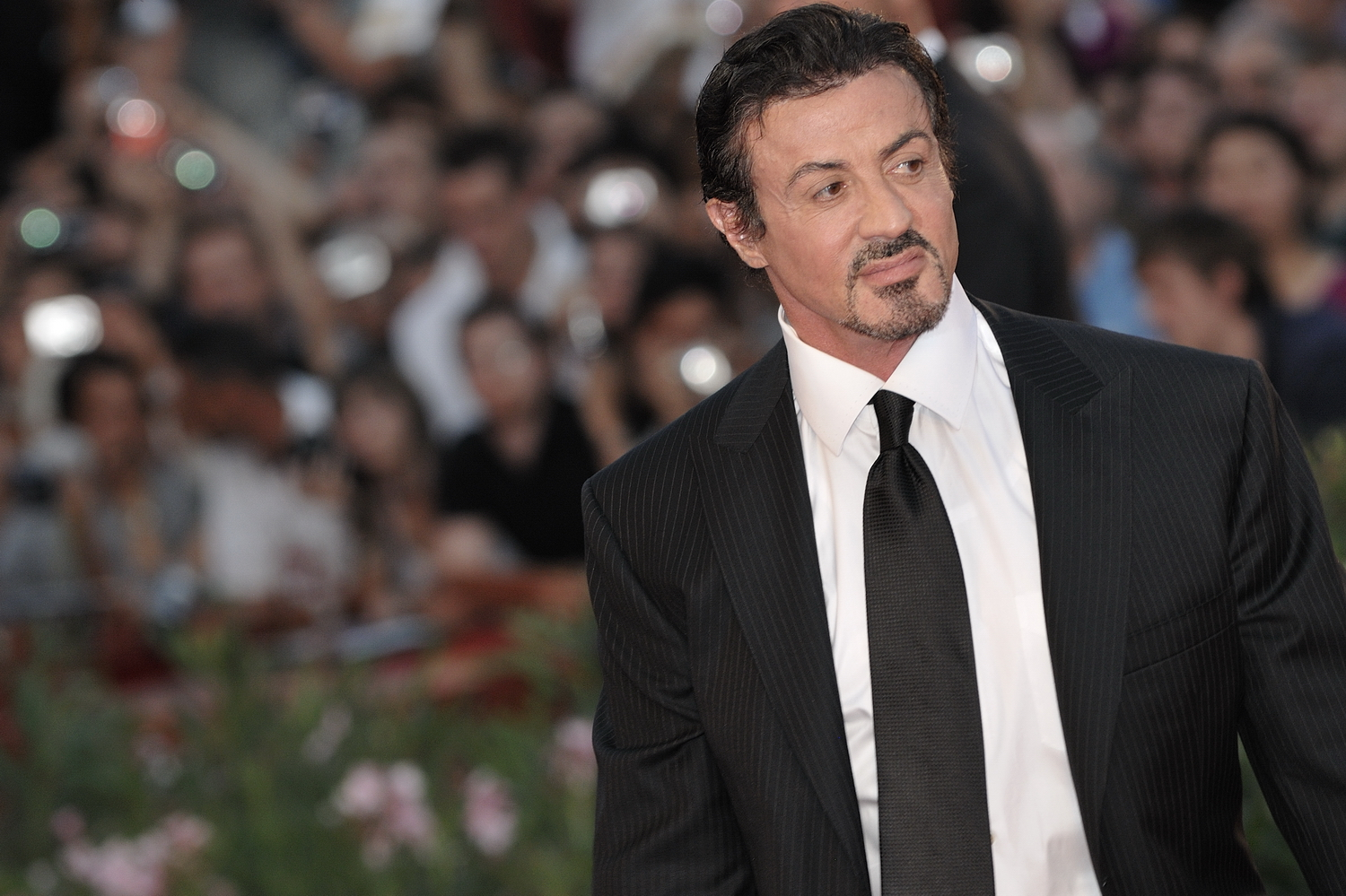
Volgens Stallone is The Expendables een eerbetoon aan oude actiehelden en het actiegenre dat gedurende de jaren tachtig een bloeiperiode kende.

- Stallone heeft ook geprobeerd om Jean-Claude Van Damme over te halen om mee te spelen in de film, maar de Belgische acteur bedankte. Hij speelt wel mee in The Expendables 2.
- De titel van de film verwijst naar een quote uit de film Rambo: First Blood Part II (1985):

Co Bao: Why did they pick you? Because you like to fight?
Rambo: I'm expendable.
- Volgens regisseur Stallone is The Expendables een eerbetoon aan oude actiehelden en het actiegenre dat gedurende de jaren tachtig een bloeiperiode kende met films als Rambo: First Blood (1982), Commando (1985), Rocky IV (1985), Raw Deal (1986) en Die Hard (1988).